# As Tears Go By (film)
Pour les articles homonymes, voir As Tears Go By.
Pour plus de détails, voir Fiche technique et Distribution.
As Tears Go By (旺角卡門, Wong gok ka moon) est un film hongkongais réalisé par Wong Kar-wai, sorti en 1988.

## Synopsis
Dans les rues de Hong Kong, Ah Wah et Fly rackettent les bandits de la ville. Ah Wah vient tout juste d'accueillir chez lui une lointaine cousine, Ah Ngor, qui doit se faire hospitaliser pour un problème aux poumons, tandis que Fly, accompagné de Ah Site, se prend trop au jeu et se brouille avec un gang rival. Au fur et à mesure du récit, les relations entre Wah et Ngor deviennent plus intimes et Fly sombre de plus en plus dans la violence et les problèmes.

## Fiche technique
- Titre : As Tears Go By
- Titre original : 旺角卡門 (Wong gok ka moon)
- Réalisation : Wong Kar-wai
- Scénario : Wong Kar-wai
- Production : Patrick Tam
- Musique : Chung Ting-yat et Teddy Robin Kwan
- Photographie : Andrew Lau (Wai-keung)
- Montage : Cheong Pi-tak
- Décors : William Chang
- Pays d'origine : Hong Kong
- Format : Couleurs - 1,85:1 - Mono - 35 mm
- Genre : Drame, film de gangsters
- Durée : 102 minutes
- Date de sortie : 9 juin 1988 (Hong Kong) / 29 juin 2022 (France)
- Date de présentation : 14 mai 1989 (Semaine de la Critique, Festival de Cannes)

## Distribution
- Andy Lau : Ah Wah
- Maggie Cheung : Ah Ngor
- Jacky Cheung : Fly
- Kau Lam : Kung
- Alex Man : Tony
- Ronald Wong : Ah Site
- Ang Wong : Mabel

## Autour du film
- Remake de Mean Streets (1973) de Martin Scorsese.

- Le film, premier long métrage de Wong Kar-wai, fut présenté à la Semaine de la Critique, lors du Festival de Cannes 1989.

- Lors de son exploitation dans les salles hongkongaises, le film a rapporté 11 532 283HK$. Il demeure le plus gros succès commercial de Wong Kar-wai à Hong Kong.

## Récompenses
- Nominations au prix du meilleur acteur (Andy Lau), meilleure actrice (Maggie Cheung), meilleure photographie (Lau Wai-keung), meilleur réalisateur, meilleur montage (Cheong Pi-tak), meilleure musique, meilleur film et meilleur second rôle masculin (Alex Man), lors des Hong Kong Film Awards 1989.
- Prix de la meilleure direction artistique (William Chang) et meilleur second rôle masculin (Jacky Cheung), lors des Hong Kong Film Awards 1989.